# Intertoto Cup 1979
De Intertoto Cup was sinds 1967 een mogelijkheid voor ploegen om in de zomer te kunnen blijven voetballen. Deze editie van 1979 werd zoals gebruikelijk gehouden tijdens deze zomerstop. Er werden alleen groepswedstrijden georganiseerd, omdat het onhaalbaar bleek om nog knock-outronden te spelen na de zomerstop. Clubs hadden daarvoor een te druk programma en de UEFA had bepaald dat ploegen die al aan UEFA-toernooien zoals de twee edities van de Europa Cup meededen, niet mochten deelnemen aan andere toernooien.
Aan deze editie van het toernooi deden 32 ploegen mee. Er waren acht groepen van vier teams en elk team speelde zes wedstrijden. Er deden vijf ploegen mee uit Oostenrijk en Tsjecho-Slowakije; vier uit Denemarken, West-Duitsland, Zweden en Zwitserland; twee uit België en Bulgarije en één uit Israël en Polen.
Het West-Duitse Werder Bremen uit groep 1 haalde dit toernooi de hoogste score: elf punten.

## Eindstanden

### Groep 1
| plaats | Club            | Doelpunten | Punten |
| ------ | --------------- | ---------- | ------ |
| 1.     | Werder Bremen   | 10 : 4     | 11     |
| 2.     | Standard Luik   | 10 : 9     | 5      |
| 3.     | Maccabi Netanya | 8 : 10     | 4      |
| 4.     | Rapid Wien      | 8 : 13     | 4      |

### Groep 2
| plaats | Club             | Doelpunten | Punten |
| ------ | ---------------- | ---------- | ------ |
| 1.     | Grasshopper-Club | 9 : 10     | 7      |
| 2.     | Vejle BK         | 10 : 7     | 6      |
| 3.     | Royal Antwerp    | 11 : 11    | 6      |
| 4.     | MSV Duisburg     | 7 : 9      | 5      |

### Groep 3
| plaats | Club                   | Doelpunten | Punten |
| ------ | ---------------------- | ---------- | ------ |
| 1.     | Eintracht Braunschweig | 15 : 7     | 10     |
| 2.     | Malmö FF               | 13 : 9     | 9      |
| 3.     | Slavia Praag           | 6 : 9      | 5      |
| 4.     | FC St. Gallen          | 5 : 14     | 0      |

### Groep 4
| plaats | Club            | Doelpunten | Punten |
| ------ | --------------- | ---------- | ------ |
| 1.     | Bohemians Praag | 13 : 10    | 9      |
| 2.     | IFK Göteborg    | 19 : 8     | 7      |
| 3.     | FC Zürich       | 9 : 15     | 5      |
| 4.     | OB Odense       | 10 : 18    | 3      |

### Groep 5
| plaats | Club           | Doelpunten | Punten |
| ------ | -------------- | ---------- | ------ |
| 1.     | Spartak Trnava | 9 : 3      | 10     |
| 2.     | Esbjerg fB     | 12 : 8     | 7      |
| 3.     | Kalmar FF      | 9 : 9      | 5      |
| 4.     | Vienna         | 4 : 14     | 2      |

### Groep 6
| plaats | Club              | Doelpunten | Punten |
| ------ | ----------------- | ---------- | ------ |
| 1.     | TJ Zbrojovka Brno | 19 : 5     | 10     |
| 2.     | Slavia Sofia      | 15 : 6     | 9      |
| 3.     | CS Chênois        | 7 : 17     | 3      |
| 4.     | Linzer ASK        | 4 : 17     | 2      |

### Groep 7
| plaats | Club              | Doelpunten | Punten |
| ------ | ----------------- | ---------- | ------ |
| 1.     | Pirin Blagoëvgrad | 9 : 6      | 8      |
| 2.     | GKS Katowice      | 5 : 4      | 7      |
| 3.     | Aarhus GF         | 5 : 5      | 6      |
| 4.     | Austria Salzburg  | 4 : 8      | 3      |

### Groep 8
| plaats | Club          | Doelpunten | Punten |
| ------ | ------------- | ---------- | ------ |
| 1.     | Banik Ostrava | 14 : 9     | 9      |
| 2.     | Östers IF     | 14 : 8     | 7      |
| 3.     | Darmstadt 98  | 6 : 6      | 6      |
| 4.     | Grazer AK     | 7 : 18     | 2      |